# Lindon Selahi
Lindon Selahi (Namur, 26 de febrero de 1999) es un futbolista belga, nacionalizado albanés, que juega en la demarcación de centrocampista para el Widzew Łódź de la Ekstraklasa.

## Selección nacional
Tras jugar con la selección de fútbol sub-16 de Bélgica, y tras nacionalizarse albanés con la selección de fútbol sub-17 de Albania y la sub-21 finalmente hizo su debut con la selección absoluta el 14 de octubre de 2019 en un partido de clasificación para la Eurocopa 2020 contra Moldavia. El partido acabó con un resultado de 0-4 a favor del combinado albanés tras los goles de Sokol Cikalleshi, Keidi Bare, Lorenc Trashi y de Rey Manaj.

## Clubes
| Club               | País         | Año       | Partidos | Goles |
| ------------------ | ------------ | --------- | -------- | ----- |
| Standard de Lieja  | Bélgica      | 2018-2019 | 1        | 0     |
| F. C. Twente       | Países Bajos | 2019-2021 | 32       | 2     |
| Willem II (cedido) | Países Bajos | 2021      | 16       | 0     |
| H. N. K. Rijeka    | Croacia      | 2021-2025 | 153      | 9     |
| Widzew Łódź        | Polonia      | 2025-     |          |       |

## Palmarés

### Campeonatos nacionales
| Título                  | Club              | País    | Año  |
| ----------------------- | ----------------- | ------- | ---- |
| Copa de Bélgica         | Standard de Lieja | Bélgica | 2018 |
| Primera Liga de Croacia | H. N. K. Rijeka   | Croacia | 2025 |
| Copa de Croacia         | H. N. K. Rijeka   | Croacia | 2025 |